# Cestista
Cestista è il vocabolo con cui s'indica l'atleta, donna o uomo, che pratica la pallacanestro a livello professionale e dilettante.

## Storia
I primi cestisti della storia furono i 18 giocatori del cosiddetto "First Team", i quali disputarono la prima partita sperimentale di pallacanestro il 21 dicembre 1891 sotto la guida di James Naismith, inventore del gioco. L'unico canestro venne realizzato dal cestista William Richmond Chase.

## Ruoli
Durante i primi cinque decenni dell'evoluzione della pallacanestro, vi erano tre ruoli che un cestista poteva ricoprire. In campo, infatti, c'erano: due guardie, due ali e un centro.

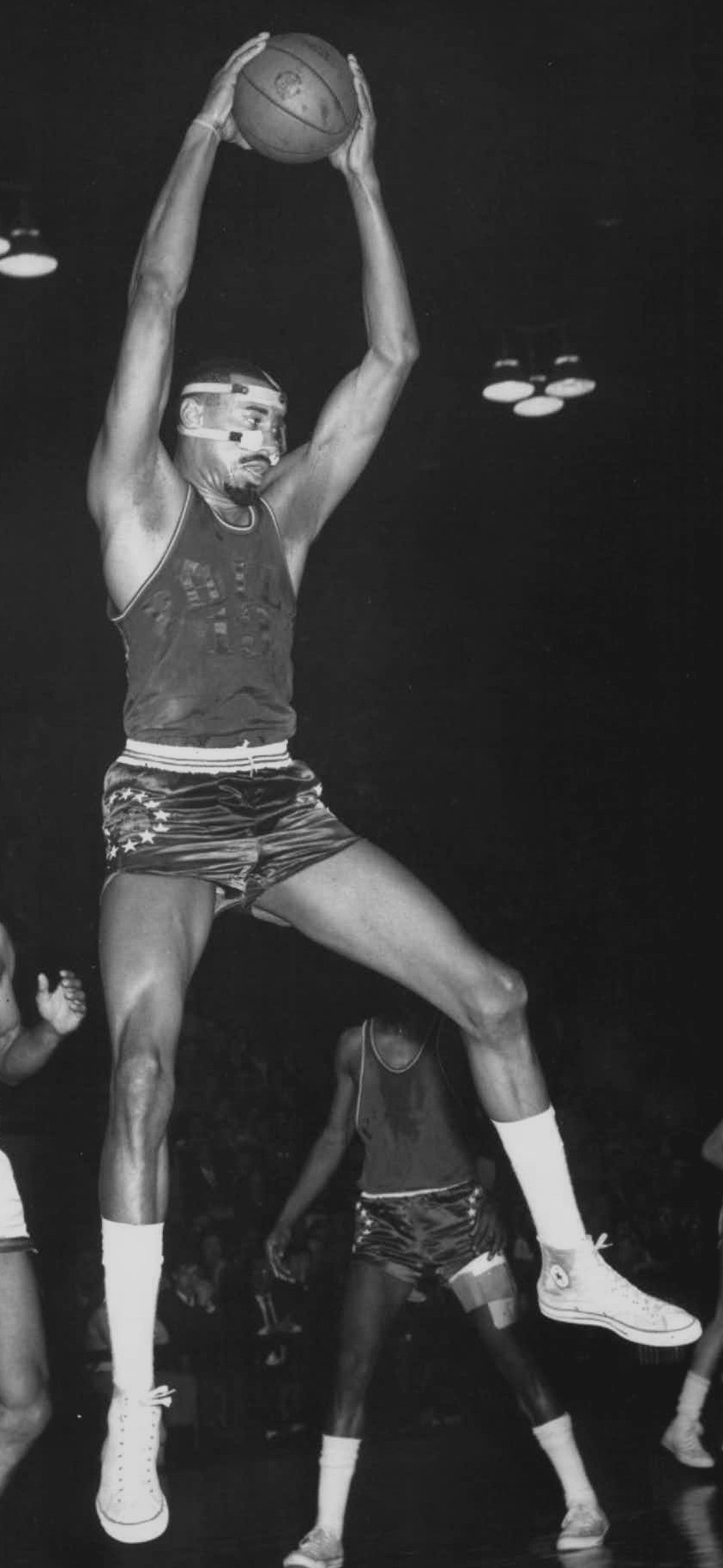
Wilt Chamberlain, storico centro

Dagli anni ottanta, invece, le posizioni si sono evolute in maniera più specifica, diversificando ognuno dei cinque giocatori sul campo da pallacanestro:
1. Playmaker (Point Guard): è colui che chiama gli schemi della squadra. Solitamente è il giocatore dotato di maggiore rapidità e di migliore controllo di palla con entrambe le mani. Le caratteristiche fondamentali di questo ruolo rimangono comunque la grande visione di gioco e la capacità di servire i compagni con passaggi smarcanti. Di recente si sta sviluppando la tendenza a scindere il ruolo di playmaker: spesso un giocatore è incaricato di portare la palla nella zona offensiva e di iniziare lo schema, tuttavia non è detto che sia proprio lui che detta i ritmi dei suoi compagni. In diverse squadre di primo livello ci sono Ali Grandi o Centri dotati di ottima visione di gioco che gestiscono l'intera azione offensiva da una prospettiva diversa, spesso più vicina a canestro e non più da fuori dalla linea da tre punti come in passato. Questa soluzione apre nuove prospettive nell'interpretazione del ruolo del playmaker e nell'approccio offensivo della pallacanestro.
2. Guardia Tiratrice (Shooting Guard): è il giocatore dotato del miglior tiro della squadra. Spesso i compagni fanno blocchi al suo difensore per permettergli di tirare più liberamente. Generalmente più robusto e talvolta più alto del playmaker ma egualmente rapido nei movimenti e veloce, deve avere anche spiccatissime attitudini difensive.
3. Ala Piccola (Small Forward): questo ruolo è ricoperto solitamente da un giocatore molto dotato fisicamente e in grado di marcare sia avversari più piccoli e veloci che più alti e pesanti. Per quanto riguarda l'attacco talvolta viene definito come "giocatore a due dimensioni" perché può essere in grado sia di giocare lontano da canestro sfruttando il suo tiro dalla distanza, sia di prendere posizione vicino al ferro se marcato da avversari più piccoli.
4. Ala Grande o Ala Forte (Power Forward) : è uno dei giocatori più alti della squadra ma non il più forte fisicamente. Generalmente si tratta di un giocatore di alta statura ma con una discreta velocità di piedi. Nella pallacanestro del terzo millennio i top team tendono ad avere nel proprio roster ali forti con un eccellente tiro da fuori mentre in passato si preferiva puntare su forti rimbalzisti e giocatori d'area.
5. Centro o Pivot (Center): è il giocatore più alto e più pesante della squadra (in Europa i migliori raggiungono i 210 cm e i 120 kg, nella NBA i centri dominanti in media superano i 215 cm e i 130 kg). Questo giocatore gioca nel cuore dell'area e i suoi movimenti palla in mano sono "spalle a canestro". Sfruttando la sua mole deve prendere la maggior parte dei rimbalzi, cercare di stoppare gli avversari e portare blocchi per liberare i propri compagni.

Questa suddivisione in ruoli specifici è tipicamente statunitense e spesso viene riportata semplicemente con dei numeri a indicare la posizione da 1 a 5. Ovviamente non sempre i giocatori in campo rispettano questa divisione ideale, ma anzi un buon cestista può ricoprire più di un ruolo.